# Rue du Colonel-Pierre-Avia
La rue du Colonel-Pierre-Avia est une voie du 15e arrondissement de Paris, en France.

## Situation et accès
La rue du Colonel-Pierre-Avia est une voie publique située dans le 15e arrondissement de Paris et à Issy-les-Moulineaux sur le côté est. Elle débute rue Louis-Armand et se prolonge rue Victor-Hugo, à Issy-les-Moulineaux.

## Origine du nom

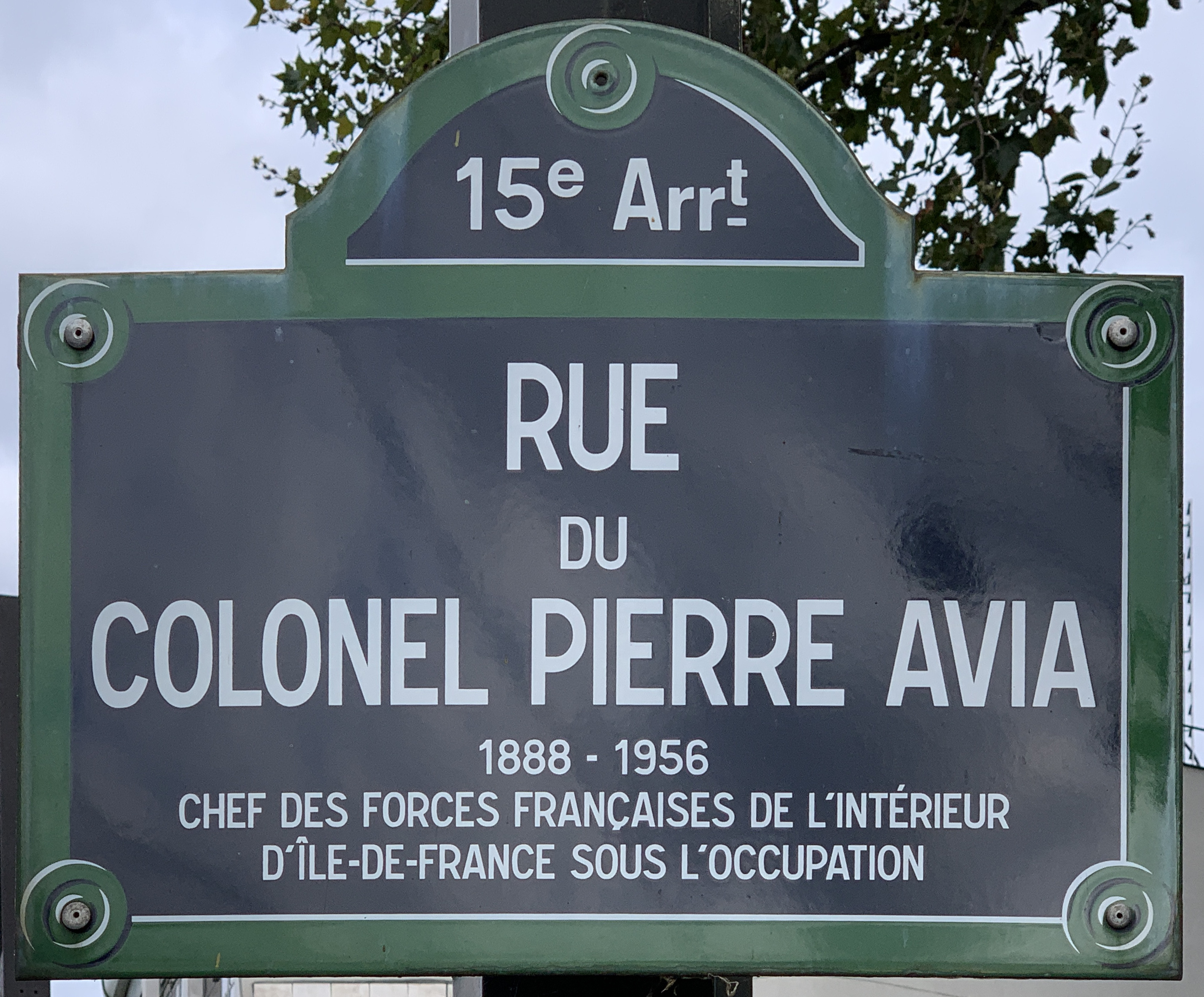
Plaque de la rue.

Depuis 1975, elle porte le nom du colonel Pierre Avia (1888-1956), qui fut le plus jeune capitaine de l'armée française durant la Première Guerre mondiale. Durant la Seconde Guerre mondiale, il est résistant et chef d'état-major des FFI de l'Île-de-France.

## Historique
En 1890, un terrain d'Issy-les-Moulineaux est attribué à l'aéronautique militaire pour servir de terrain d'aviation en compensation du Champ-de-Mars (Paris) occupé par l'exposition universelle. Ce terrain est rattaché à la Ville de Paris et deviendra pour une grande part l'héliport de Paris - Issy-les-Moulineaux.
La voie est créée lors de l'aménagement de la plaine de Vaugirard. Elle est alors nommée « voie AM/15 ». Elle prend son nom actuel en 1975.
Ainsi, cette rue contiguë à Issy-les-Moulineaux a la particularité d'appartenir à Paris 15e arrondissement, bien que de l'autre côté du périphérique. Comme la rue Louis-Armand, dans le même cas, et pour exploiter cette particularité, elle a été essentiellement bâtie d'immeubles de bureaux occupés par des sociétés désireuses d'avoir une adresse parisienne,.

## Bâtiments remarquables et lieux de mémoire
- Immeuble Lemnys, siège social de La Poste, rénové en 2016 par l'architecte Christian de Portzamparc[5],[6],[7].